# جزيرة ميغا
جزيرة ميغا وهي جزيرة من جزر إندونيسيا، وتقع في المحيط الهندي ضمن أرخبيل سومطرة في إقليم بنغكولو.